# Лудории
„Лудории“ (на английски: Wild Things) е американски филм от 1998 година, криминален трилър с еротични елементи на режисьора Джон Макнотън по сценарий на Стивън Питърс.
Действието започва с обвиненията в изнасилване на учител от две негови ученички и продължава с постепенното разкриване на сложен заговор за измама и сблъсъците между различни участници в него. Главните роли се изпълняват от Мат Дилън, Дениз Ричардс, Кевин Бейкън, Нев Кембъл.